# Agnieszka Libura
Agnieszka Libura (zm. 3 kwietnia 2023) – polska językoznawczyni, dr hab.

## Życiorys
W 1994 ukończyła studia z zakresu filologii polskiej na Uniwersytecie Wrocławskim, 9 czerwca 1998  obroniła pracę doktorską Leksykalne korelaty schematów wyobrażeniowych. Analiza na przykładzie schematu Centrum-Peryferia i schematów siły, 17 stycznia 2012 habilitowała się na podstawie pracy zatytułowanej Teoria przestrzeni mentalnych i integracji pojęciowej. Struktura modelu i jego funkcjonalność.
Awansowała na stanowisko profesora uczelni w Instytucie Filologii Polskiej na Wydziale Filologicznym Uniwersytetu Wrocławskiego.
Była członkiem Rady Dyscypliny Naukowej - Językoznawstwa Uniwersytetu Wrocławskiego.